# UAMT
UAMT Oradea este o companie producătoare de piese și subansamble auto din România.
Principalul acționar al companiei este asociația salariaților, cu o deținere de 56,13%.
Ioan Stanciu controlează 8,45% din acțiunile companiei.
Acțiunile emise de societate se tranzacționează la categoria a doua a Bursei de Valori București, sub simbolul UAM.
Cifra de afaceri:
- 2008: 46,1 milioane lei[1]
- 2007: 70,4 milioane de lei[3]